# Benqué-Molère
Pour les articles homonymes, voir Benque (homonymie) et Molère.
Benqué-Molère est depuis le 1er janvier 2017, une commune nouvelle française située dans le département des Hautes-Pyrénées en région Occitanie. Elle est issue du regroupement des anciennes communes de Benqué et Molère.

## Géographie
|  |  |

### Localisation
Cette commune de Bigorre se situe dans les Baronnies des Pyrénées.
Benqué-Molère est une commune rurale qui compte 137 habitants en 2022. Elle fait partie de l'aire d'attraction de Lannemezan. Ses habitants sont appelés les Benquois ou  Benquoises.

### Communes limitrophes
Les communes limitrophes sont  Bonnemazon, Bourg-de-Bigorre, Capvern, Mauvezin, Sarlabous et Tilhouse.
| Bonnemazon       | Mauvezin      |         |
| Bourg-de-Bigorre | Benqué-Molère | Capvern |
| Sarlabous        | Tilhouse      |         |

### Hydrographie
La commune est dans le bassin de l'Adour, au sein du bassin hydrographique Adour-Garonne. Elle est drainée par l'Arros, le ruisseau Tilhouse et par divers petits cours d'eau, constituant un réseau hydrographique de 3 km de longueur totale,.
L'Arros, d'une longueur totale de 130,8 km, prend sa source dans la commune d'Esparros et s'écoule du sud vers le nord. Il traverse la commune et se jette dans l'Adour à Izotges, après avoir traversé 54 communes.

### Climat
Le climat qui caractérise la commune est qualifié, en 2010, de « climat océanique altéré », selon la typologie des climats de la France qui compte alors huit grands types de climats en métropole. En 2020, la commune ressort du même type de climat dans la classification établie par Météo-France, qui ne compte désormais, en première approche, que cinq grands types de climats en métropole. Il s’agit d’une zone de transition entre le climat océanique et les climats de montagne et le climat semi-continental. Les écarts de température entre hiver et été augmentent avec l'éloignement de la mer. La pluviométrie est plus faible qu'en bord de mer, sauf aux abords des reliefs.
Les paramètres climatiques qui ont permis d’établir la typologie de 2010 comportent six variables pour les températures et huit pour les précipitations, dont les valeurs correspondent à la normale 1971-2000. Les sept principales variables caractérisant la commune sont présentées dans l'encadré ci-après.
| Paramètres climatiques communaux sur la période 1971-2000 - Moyenne annuelle de température : 12 °C - Nombre de jours avec une température inférieure à −5 °C : 3,2 j - Nombre de jours avec une température supérieure à 30 °C : 5,1 j - Amplitude thermique annuelle : 14,8 °C - Cumuls annuels de précipitation : 1 040 mm - Nombre de jours de précipitation en janvier : 10,7 j - Nombre de jours de précipitation en juillet : 7,8 j |

Avec le changement climatique, ces variables ont évolué. Une étude réalisée en 2014 par la Direction générale de l'Énergie et du Climat complétée par des études régionales prévoit en effet que la  température moyenne devrait croître et la pluviométrie moyenne baisser, avec toutefois de fortes variations régionales. Ces changements peuvent être constatés sur la station météorologique de Météo-France la plus proche, « Lannemezan », sur la commune de Lannemezan, mise en service en 1970 et qui se trouve à 9 km à vol d'oiseau,, où la température moyenne annuelle est de 11,5 °C et la hauteur de précipitations de 1 159,3 mm pour la période 1981-2010.
Sur la station météorologique historique la plus proche, « Tarbes-Lourdes-Pyrénées », sur la commune d'Ossun,  mise en service en 1946 et à 27 km, la température moyenne annuelle évolue de 12,2 °C pour la période 1971-2000, à 12,6 °C pour 1981-2010, puis à 12,9 °C pour 1991-2020.

### Voies de communication et transports
Cette commune est desservie par les routes départementales D 14 et D 139.

## Urbanisme

### Typologie
Benqué-Molère est une commune rurale, car elle fait partie des communes peu ou très peu denses, au sens de la grille communale de densité de l'Insee,,,.
Par ailleurs la commune fait partie de l'aire d'attraction de Lannemezan, dont elle est une commune de la couronne. Cette aire, qui regroupe 65 communes, est catégorisée dans les aires de moins de 50 000 habitants,.

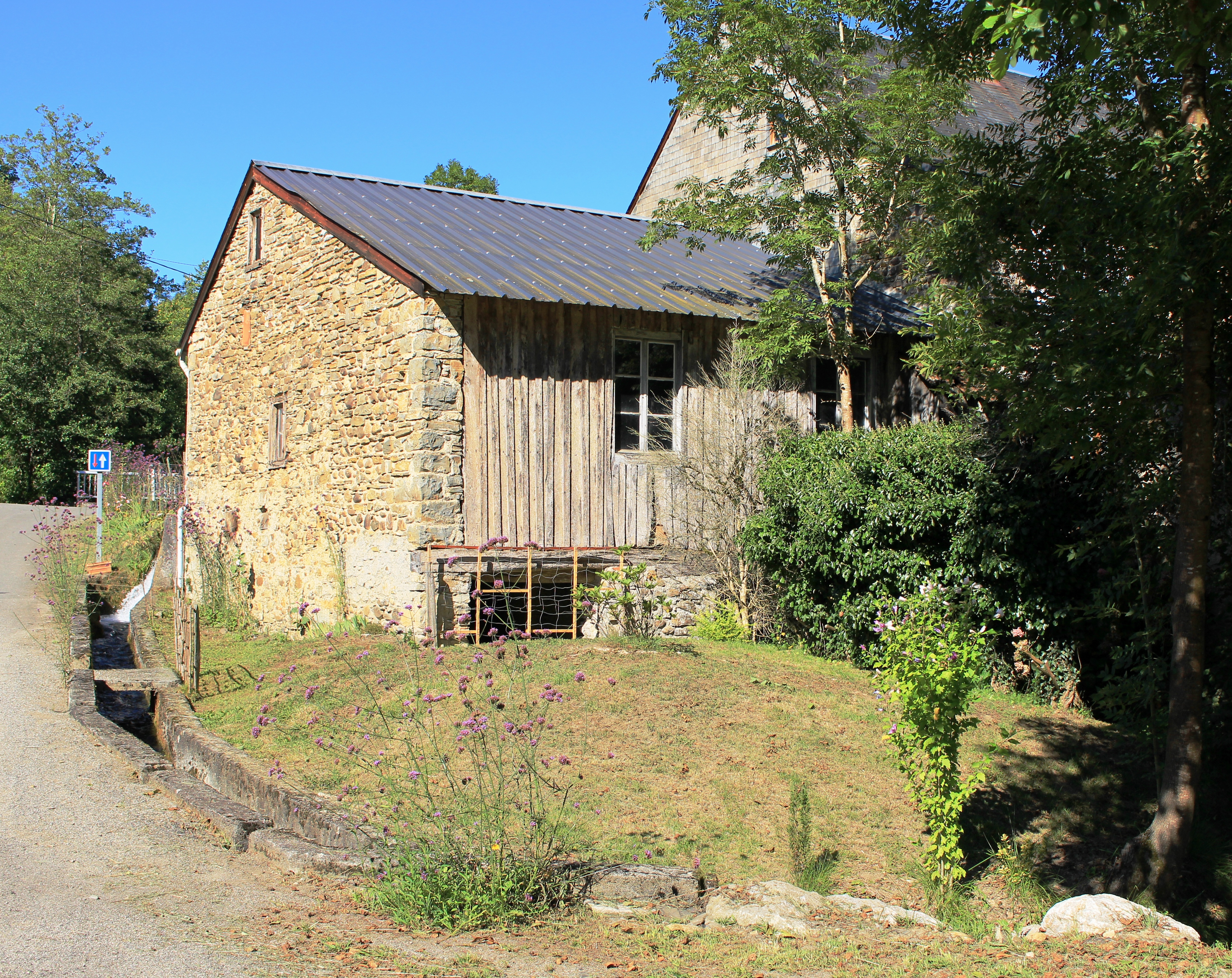
Le moulin de Benqué en 2020.

Sélection de vues de plaques de rues du village.
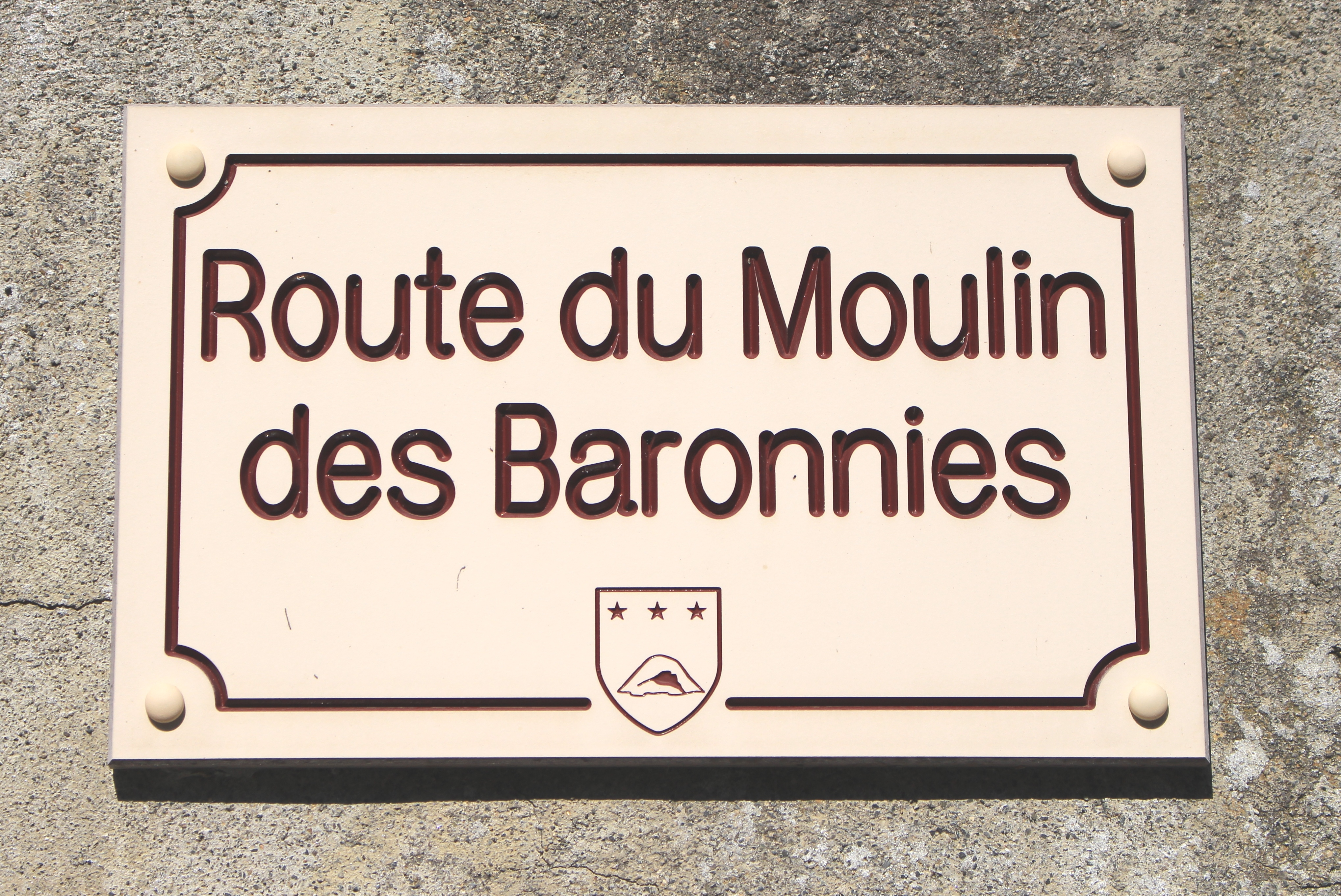
Benqué.
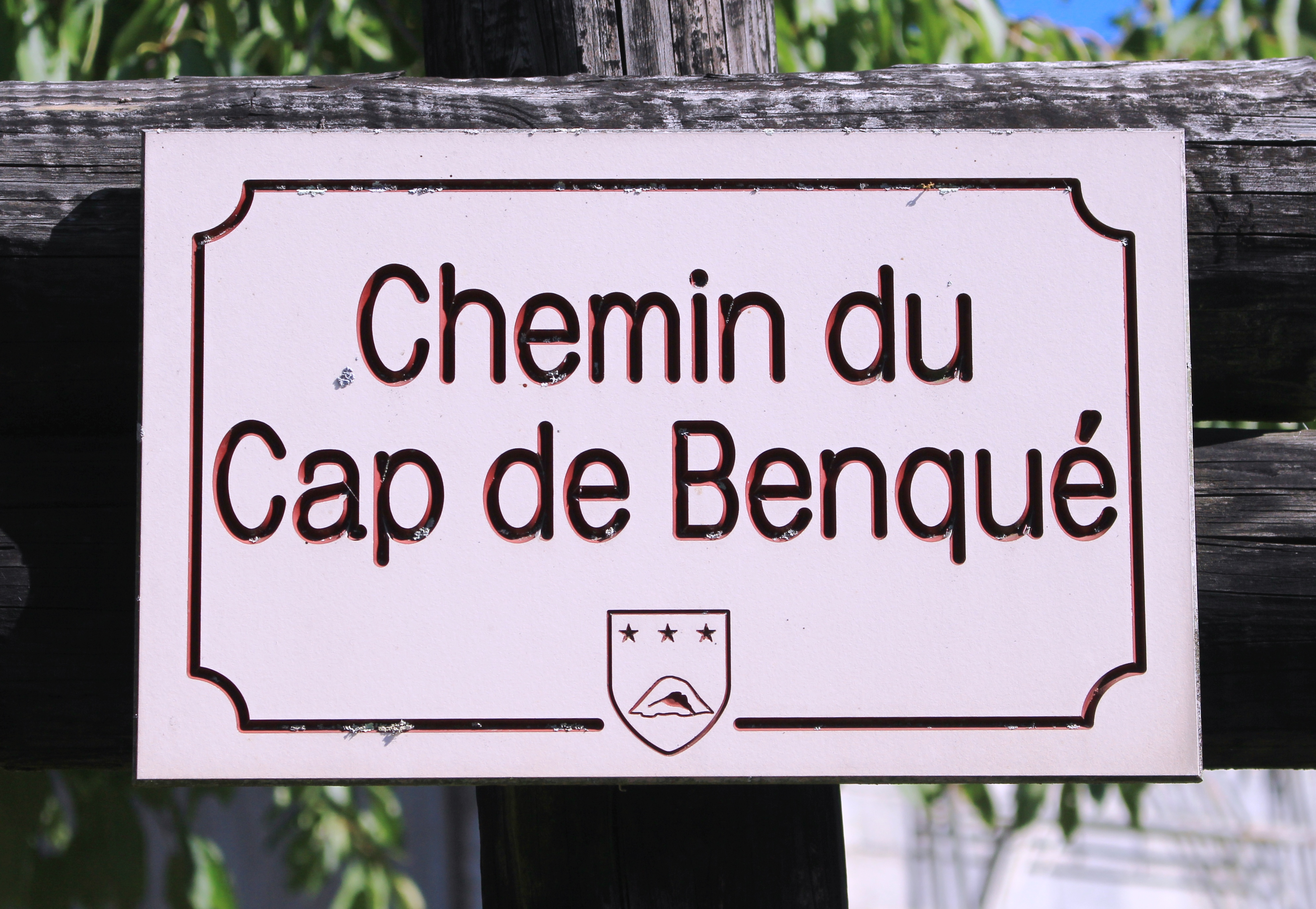
Benqué.
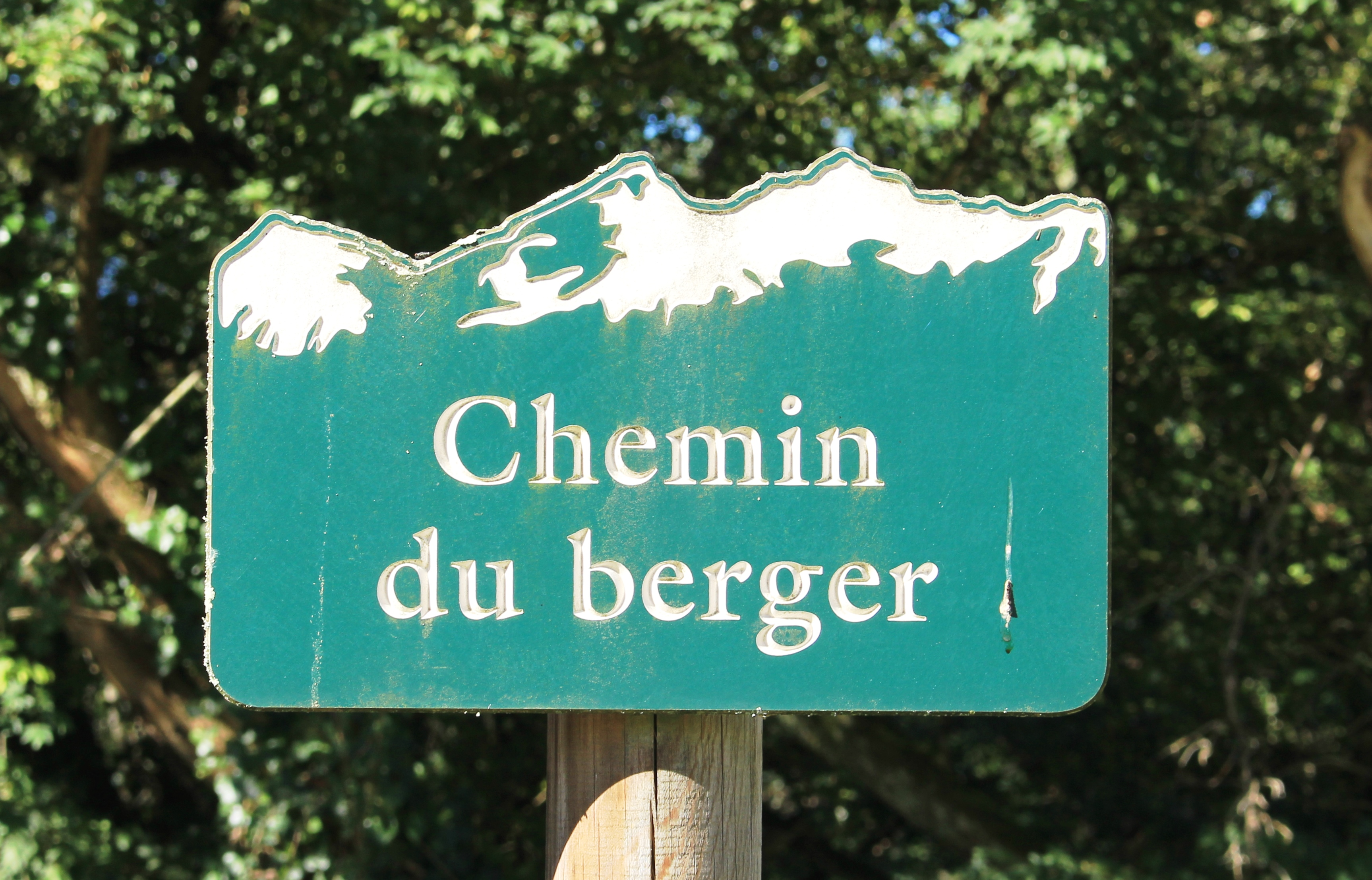
Molère.

### Risques majeurs
Le territoire de la commune de Benqué-Molère est vulnérable à différents aléas naturels : météorologiques (tempête, orage, neige, grand froid, canicule ou sécheresse), inondations, feux de forêts, mouvements de terrains et séisme (sismicité moyenne). Un site publié par le BRGM permet d'évaluer simplement et rapidement les risques d'un bien localisé soit par son adresse soit par le numéro de sa parcelle.
Certaines parties du territoire communal sont susceptibles d’être affectées par le risque d’inondation par débordement de cours d'eau, notamment l'Arros. La cartographie des zones inondables en ex-Midi-Pyrénées réalisée dans le cadre du XIe Contrat de plan État-région, visant à informer les citoyens et les décideurs sur le risque d’inondation, est accessible sur le site de la DREAL Occitanie. La commune a été reconnue en état de catastrophe naturelle au titre des dommages causés par les inondations et coulées de boue survenues en 1982, 1999, 2004, 2006, 2009 et 2018,.
Benqué-Molère est exposée au risque de feu de forêt. Un plan départemental de protection des forêts contre les incendies a été approuvé par arrêté préfectoral le 21 avril 2020 pour la période 2020-2029. Le précédent couvrait la période 2007-2017. L’emploi du feu est régi par deux types de réglementations. D’abord le code forestier et l’arrêté préfectoral du 27 octobre 2014, qui réglementent l’emploi du feu à moins de 200 m des espaces naturels combustibles sur l’ensemble du département. Ensuite celle établie dans le cadre de la lutte contre la pollution de l’air, qui interdit le brûlage des déchets verts des particuliers. L’écobuage est quant à lui réglementé dans le cadre de commissions locales d’écobuage (CLE)

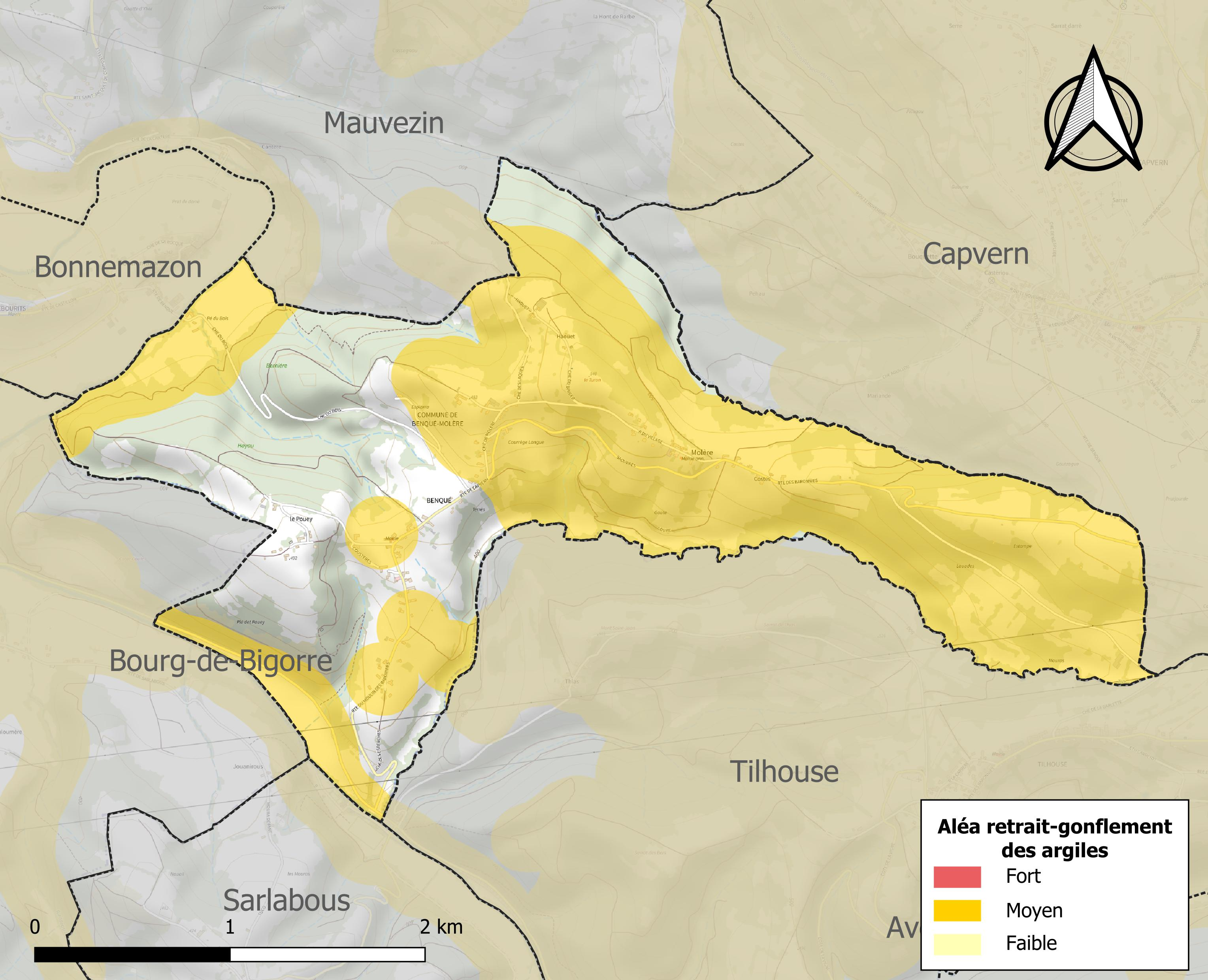
Carte des zones d'aléa retrait-gonflement des sols argileux de Benqué-Molère.

Les mouvements de terrains susceptibles de se produire sur la commune sont des tassements différentiels.
Le retrait-gonflement des sols argileux est susceptible d'engendrer des dommages importants aux bâtiments en cas d’alternance de périodes de sécheresse et de pluie. 66 % de la superficie communale est en aléa moyen ou fort (44,5 % au niveau départemental et 48,5 % au niveau national). Sur les 91 bâtiments dénombrés sur la commune en 2019, 68 sont en aléa moyen ou fort, soit 75 %, à comparer aux 75 % au niveau départemental et 54 % au niveau national. Une cartographie de l'exposition du territoire national au retrait gonflement des sols argileux est disponible sur le site du BRGM,.
Par ailleurs, afin de mieux appréhender le risque d’affaissement de terrain, l'inventaire national des cavités souterraines permet de localiser celles situées sur la commune.
Concernant les mouvements de terrains, la commune a été reconnue en état de catastrophe naturelle au titre des dommages causés par la sécheresse en 2003 et par des mouvements de terrain en 1999.

## Toponymie

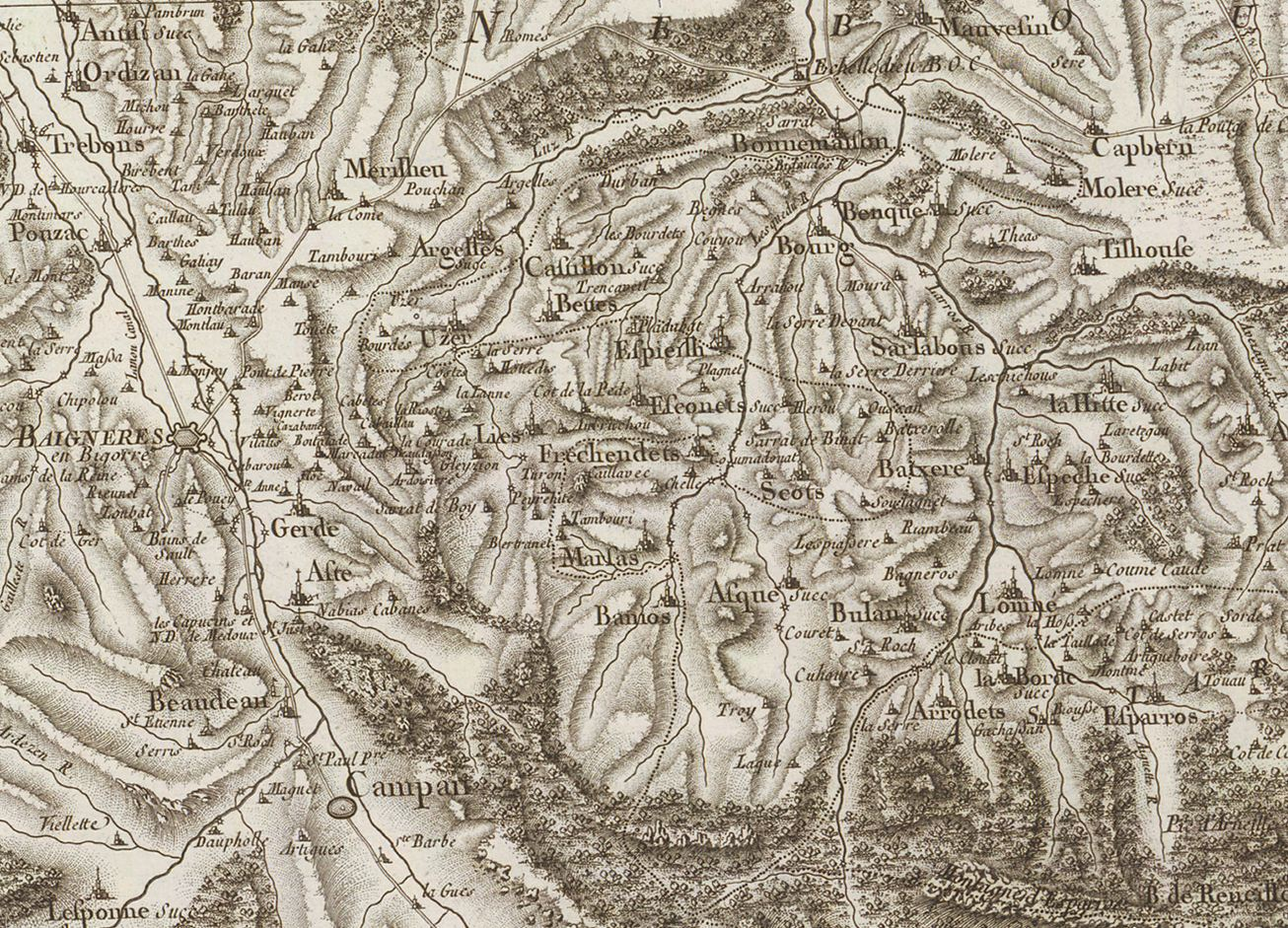
Extrait de la carte de Cassini (entre 1756 et 1789) situant Benqué-Molère.

On trouvera les principales informations dans le Dictionnaire toponymique des communes des Hautes-Pyrénées de Michel Grosclaude et Jean-François Le Nail qui rapporte les dénominations historiques du village :

### Benqué
Dénominations historiques :
- De Benquerio, latin (1313, Debita regi Navarre ; 1342, pouillé de Tarbes).

Nom occitan : Benquèr.

### Molère
Dénominations historiques :
- Molere (fin XVIIIe siècle, carte de Cassini).

Étymologie : du gascon mola/mòla (= moulin).
Nom occitan : Molèra.

## Histoire
La nouvelle commune est effective depuis le 1er janvier 2017, entraînant la transformation des deux anciennes communes de Benqué et de Molère en « communes déléguées », dont la création a été entérinée par l'arrêté du 9 août 2016. Son chef-lieu se situe à Benqué.

## Politique et administration

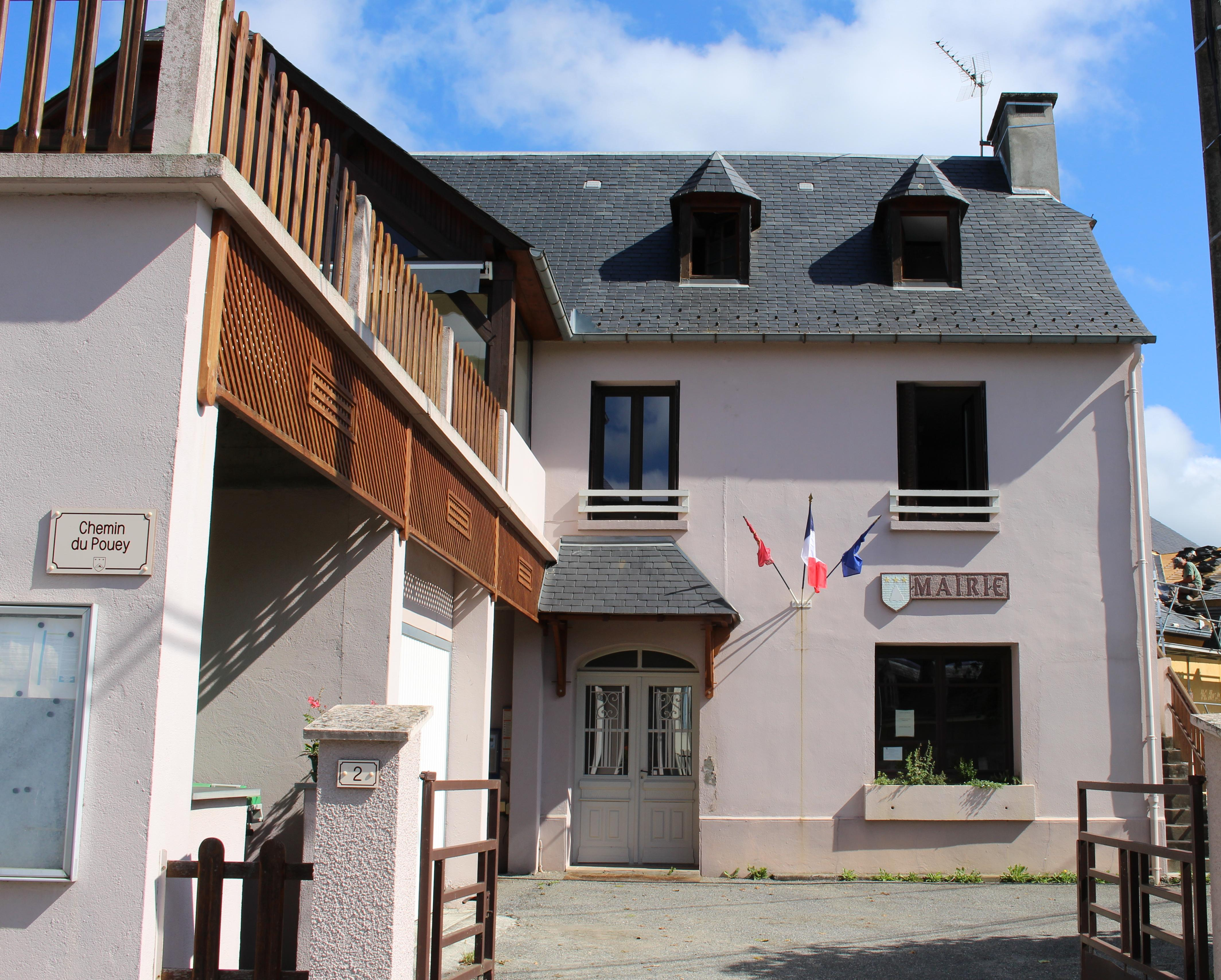
La mairie de Benqué en 2014.

### Liste des maires
| Période                                  | Période  | Identité        | Étiquette | Qualité |
| ---------------------------------------- | -------- | --------------- | --------- | ------- |
| Les données manquantes sont à compléter. |          |                 |           |         |
|                                          |          |                 |           |         |
| 2017                                     | 2020     | Michel Puech    |           |         |
| mars 2020                                | en cours | Christophe Muse |           |         |

### Rattachements administratifs et électoraux

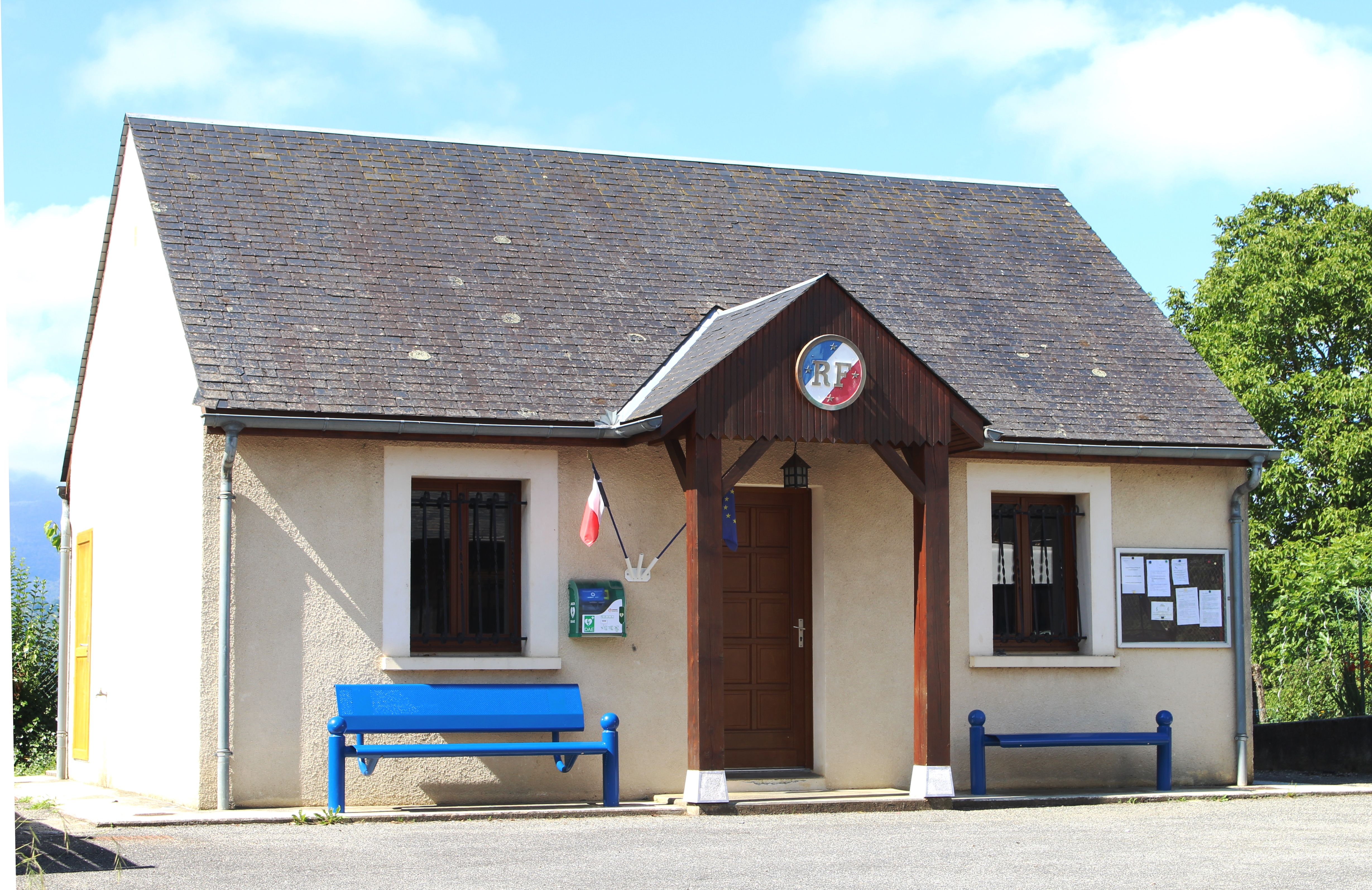
La mairie de Molère en 2014.

#### Intercommunalité
Benqué-Molère appartient à la communauté de communes du Plateau de Lannemezan Neste-Baronnies-Baïses créée en janvier 2017 et qui réunit 57 communes.

## Population et société

### Démographie

#### Évolution démographique

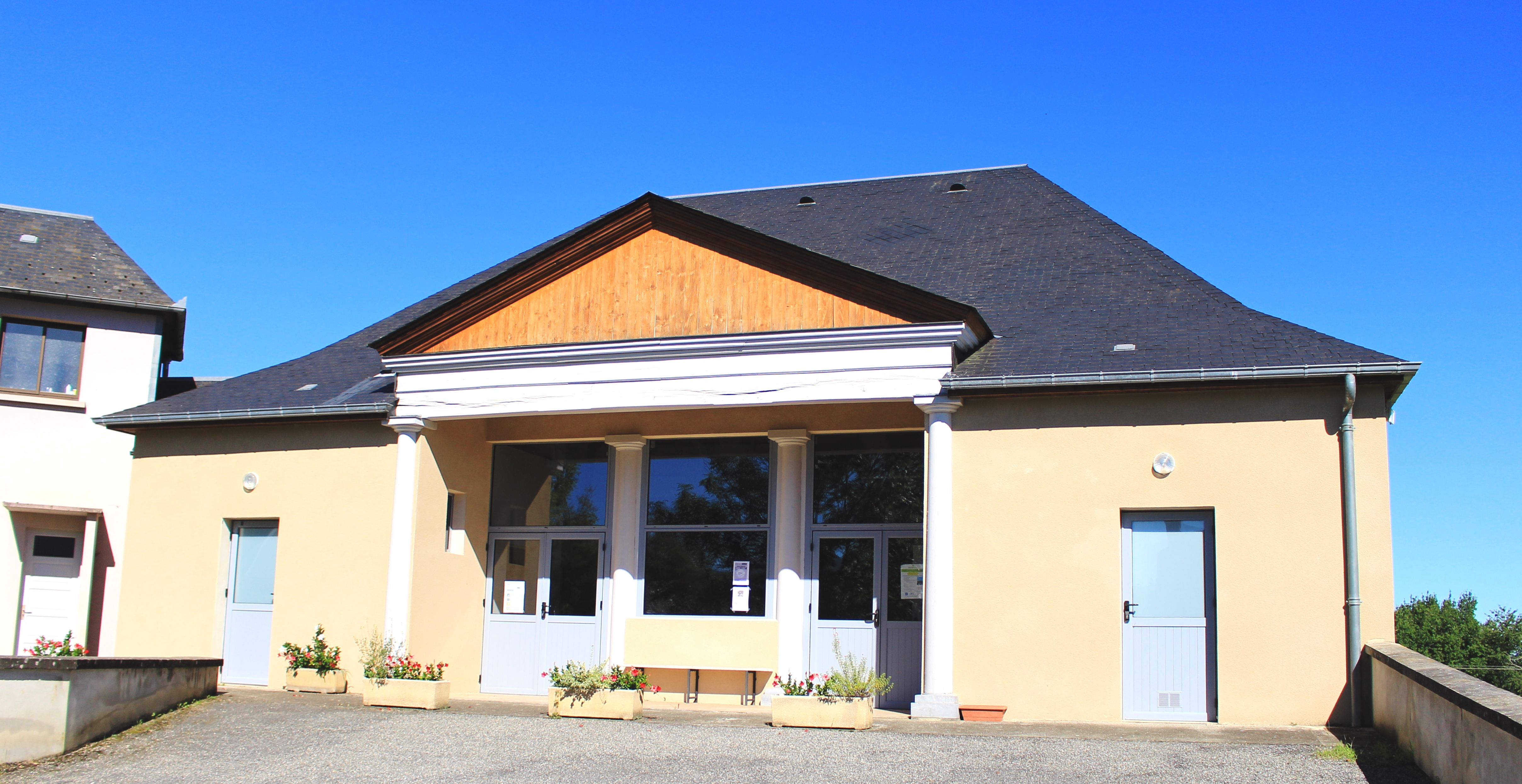
Le foyer rural en 2020

| Nom            | Code Insee | Intercommunalité | Superficie (km2) | Population (dernière pop. légale) | Densité (hab./km2) |
| -------------- | ---------- | ---------------- | ---------------- | --------------------------------- | ------------------ |
| Benqué (siège) | 65081      | CC des Baronnies | 2,05             | 83 (2014)                         | 40                 |
| Molère         | 65312      | CC des Baronnies | 1,74             | 36 (2014)                         | 21                 |

### Enseignement
La commune dépend de l'académie de Toulouse. Elle ne dispose plus d'école en 2016.

## Culture locale et patrimoine

### Lieux et monuments
- Église Saint-Étienne de Benqué.
- Église Sainte-Barbe de Molère.
- Moulin.

### Héraldique

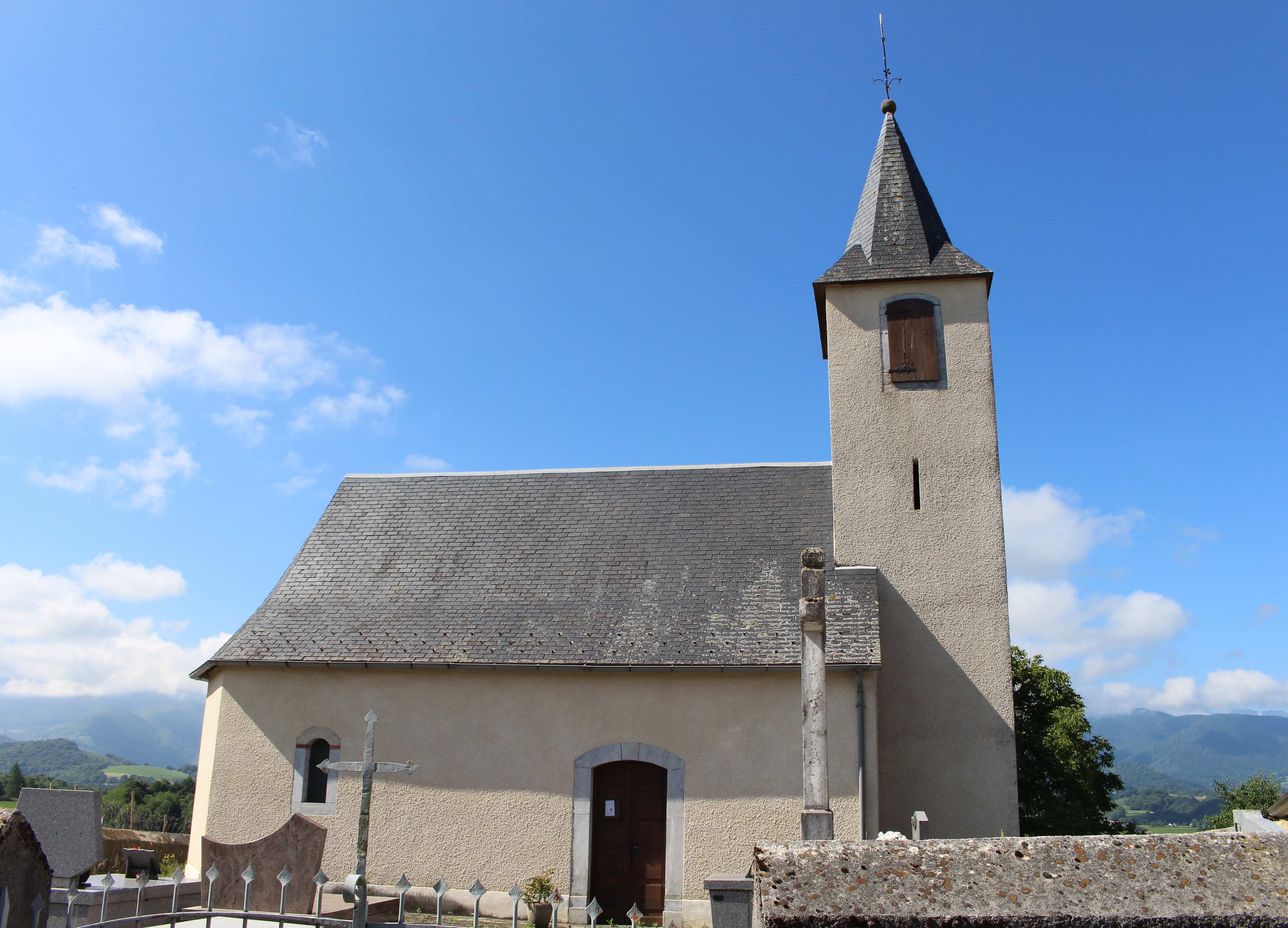
L'église Sainte-Barbe en 2014.

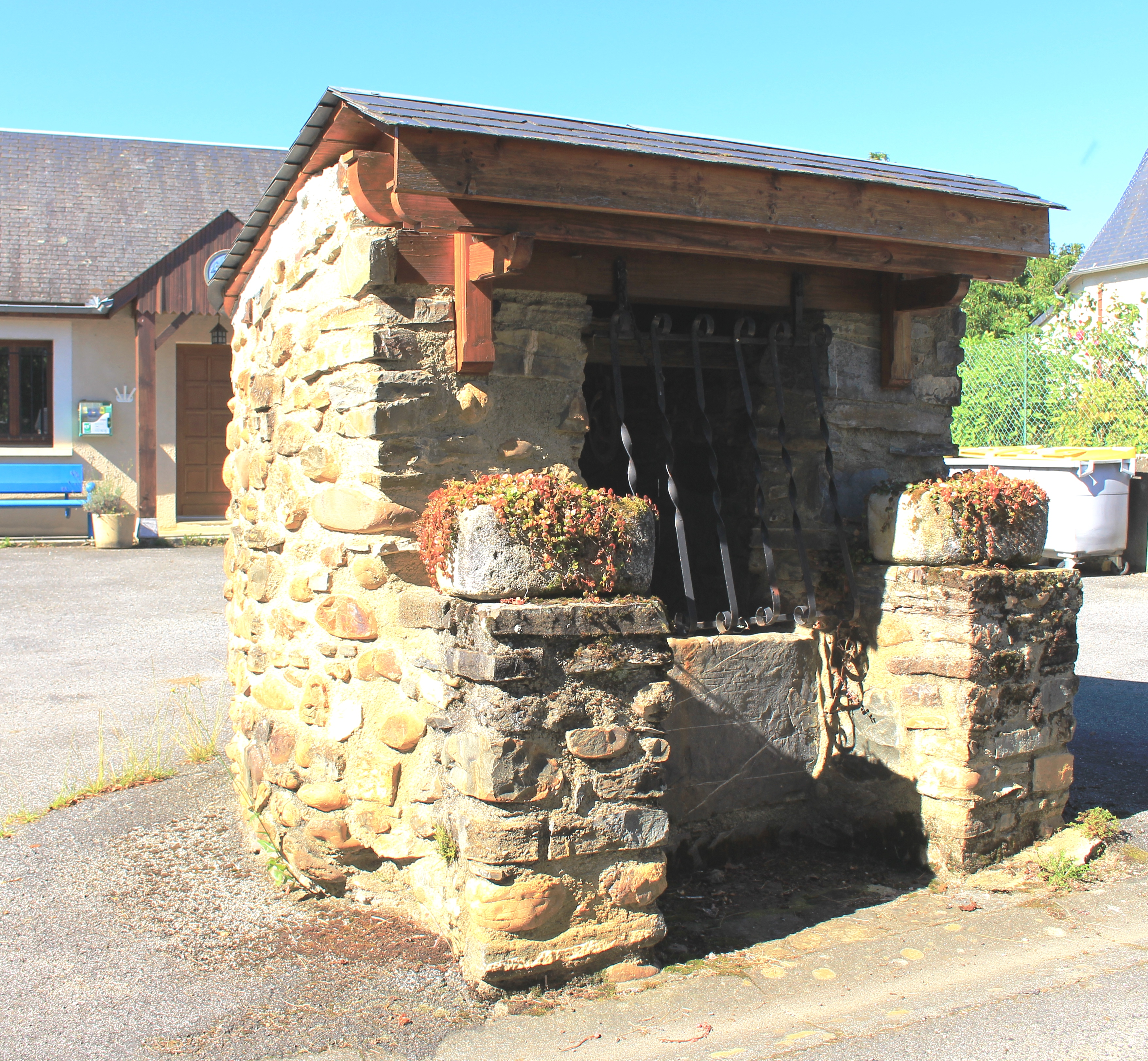
Le puits.

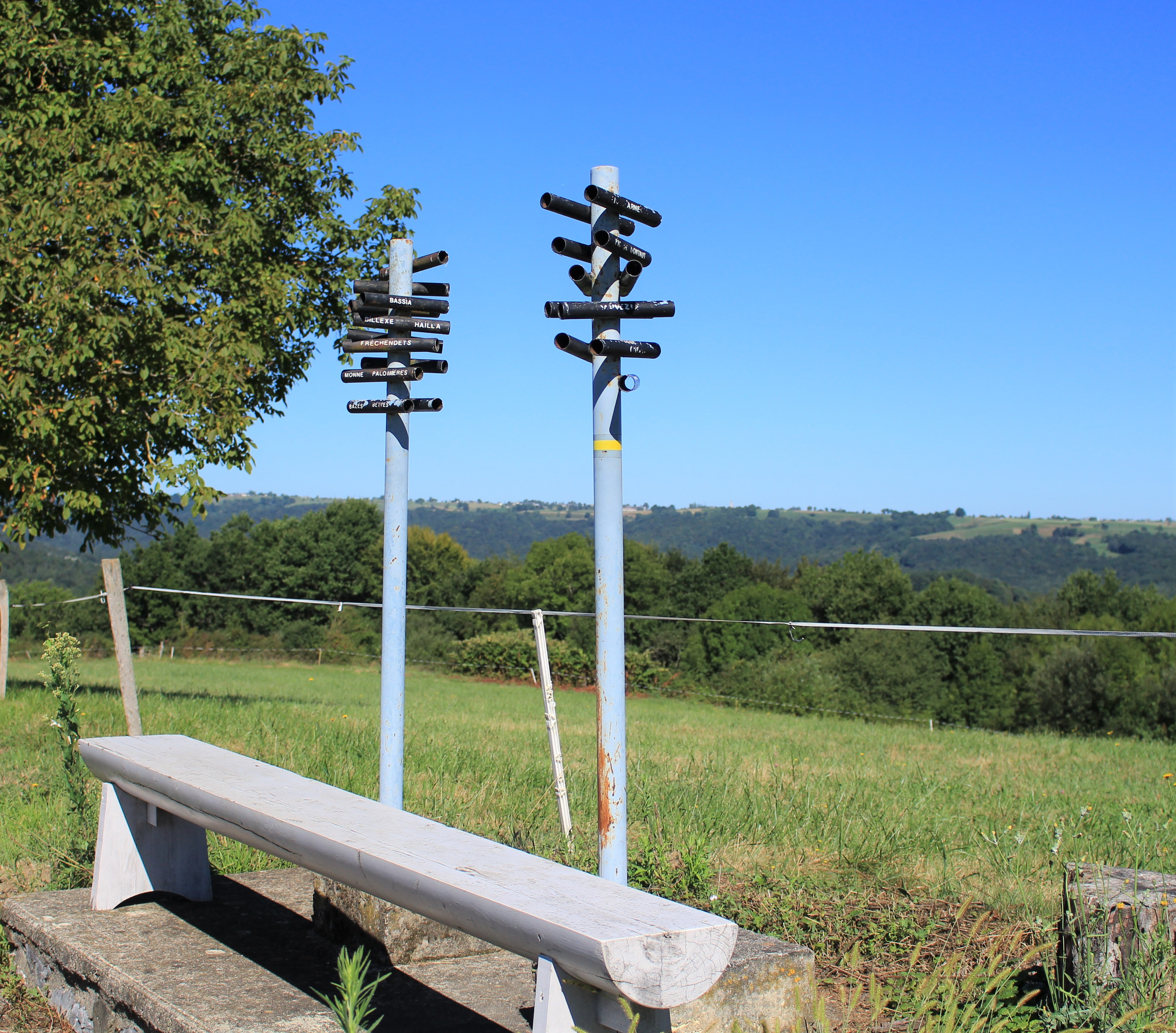
La table d'orientation.

#### Benqué
| Blason | Blasonnement : D'azur au mont alésé d'argent, accompagné en chef de trois étoiles d'or. |

Sélection de vues de plaques de l'église Saint-Étienne.
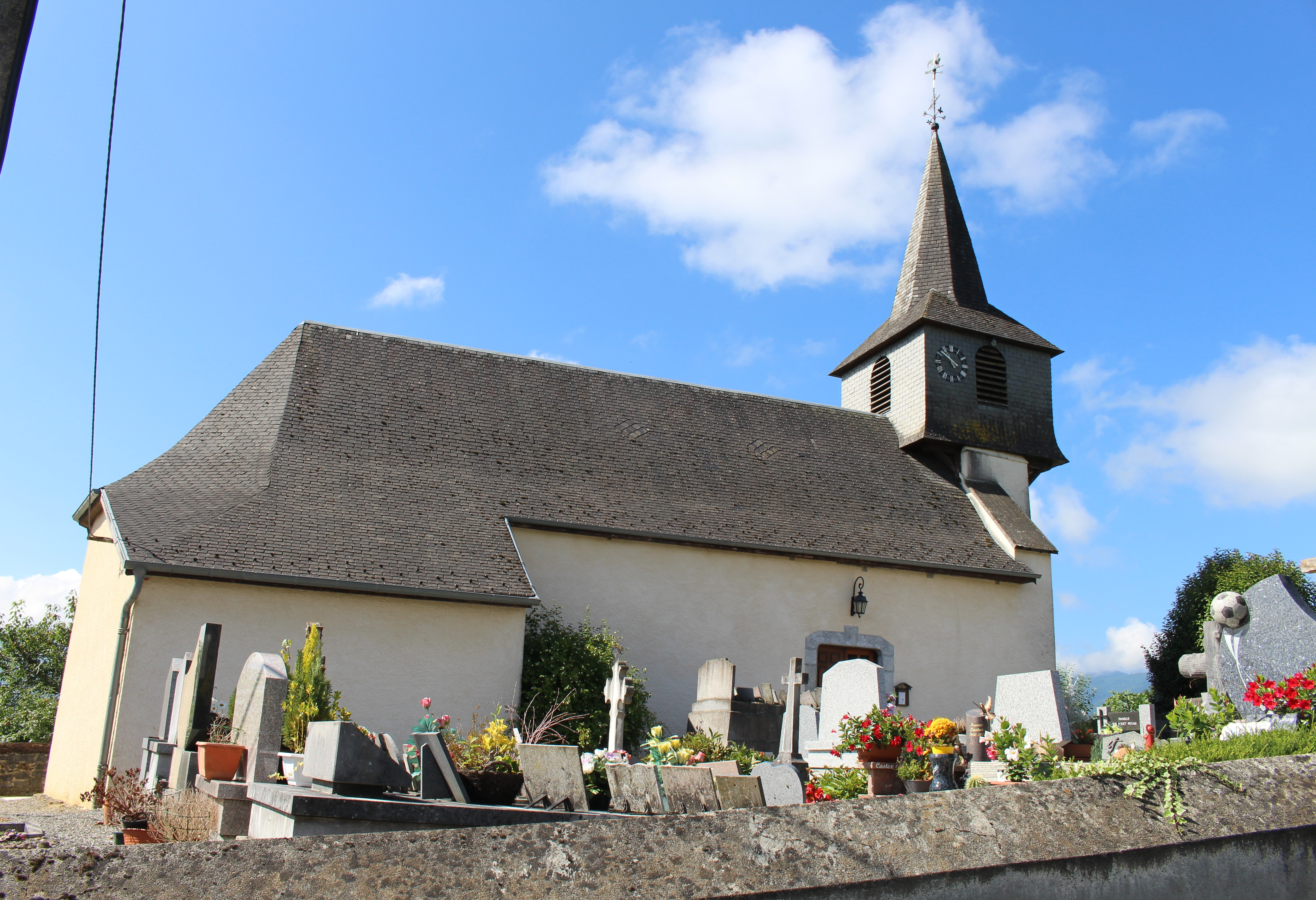
L'église en 2014.
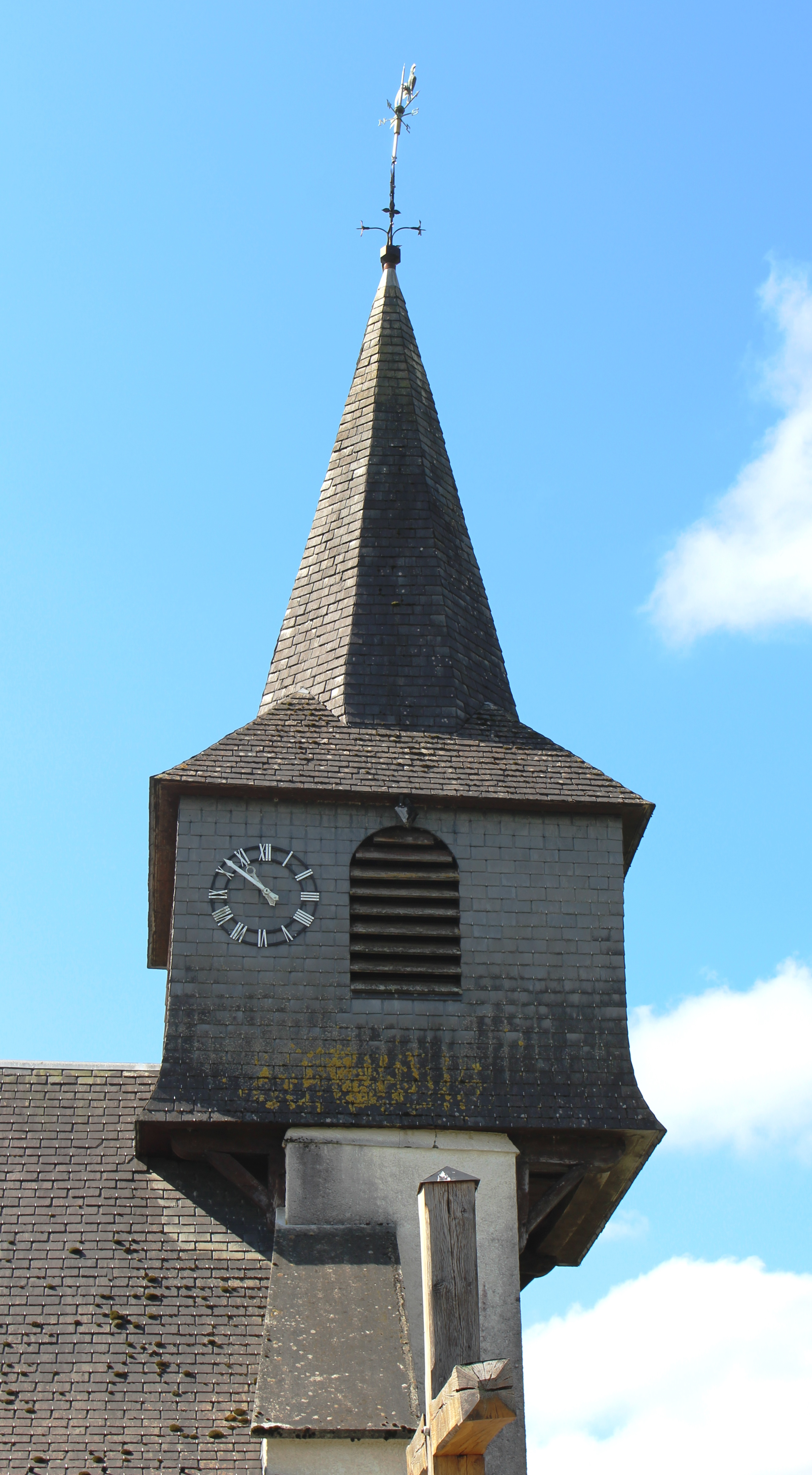
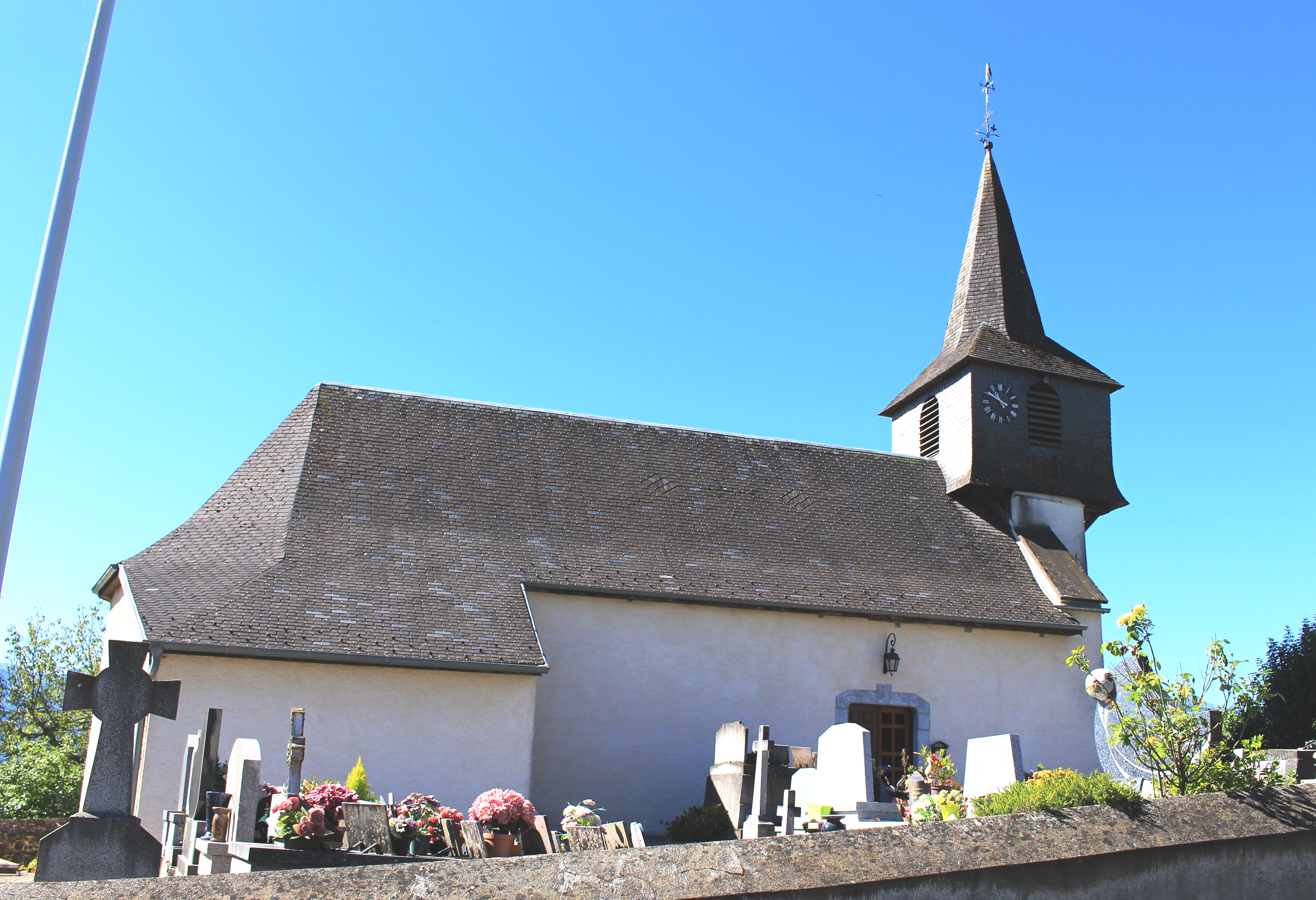
L'église en 2020.